# Stephanie Storp
Stephanie Storp (Braunschweig, 28 novembre 1968) è un'ex pesista e discobola tedesca, vincitrice di un bronzo ai Campionati mondiali di Atene 1997 e di un titolo europeo indoor nel 1989.

## Palmarès
| Anno | Manifestazione    | Sede       | Evento           | Risultato | Misura  | Note |
| ---- | ----------------- | ---------- | ---------------- | --------- | ------- | ---- |
| 1985 | Europei juniores  | Cottbus    | Getto del peso   | Bronzo    | 17,45 m |      |
| 1985 | Europei juniores  | Cottbus    | Lancio del disco | 6ª        | 51,94 m |      |
| 1986 | Mondiali juniores | Atene      | Getto del peso   | Argento   | 18,20 m |      |
| 1986 | Mondiali juniores | Atene      | Lancio del disco | 4ª        | 53,70 m |      |
| 1986 | Europei           | Stoccarda  | Getto del peso   | 11ª       | 18,45 m |      |
| 1987 | Mondiali          | Roma       | Getto del peso   | 10ª       | 19,38 m |      |
| 1989 | Europei indoor    | L'Aia      | Getto del peso   | Oro       | 20,30 m |      |
| 1989 | Mondiali indoor   | Budapest   | Getto del peso   | 4ª        | 19,63 m |      |
| 1990 | Europei indoor    | Glasgow    | Getto del peso   | 6ª        | 18,64 m |      |
| 1990 | Europei           | Spalato    | Getto del peso   | 7ª        | 18,88 m |      |
| 1991 | Mondiali indoor   | Siviglia   | Getto del peso   | 4ª        | 19,43 m |      |
| 1991 | Mondiali          | Tokyo      | Getto del peso   | 6ª        | 19,50 m |      |
| 1992 | Olimpiadi         | Barcellona | Getto del peso   | 7ª        | 19,10 m |      |
| 1993 | Mondiali indoor   | Toronto    | Getto del peso   | Argento   | 19,37 m |      |
| 1993 | Mondiali          | Stoccarda  | Getto del peso   | 11ª       | 18,83 m |      |
| 1994 | Europei           | Helsinki   | Getto del peso   | 4ª        | 19,39 m |      |
| 1995 | Mondiali          | Göteborg   | Getto del peso   | 8ª        | 18,81 m |      |
| 1996 | Olimpiadi         | Atlanta    | Getto del peso   | 6ª        | 19,06 m |      |
| 1997 | Mondiali indoor   | Parigi     | Getto del peso   | 4ª        | 18,80 m |      |
| 1997 | Mondiali          | Atene      | Getto del peso   | Bronzo    | 19,22 m |      |